# Östra Stenby kyrka
Östra Stenby kyrka är en kyrkobyggnad i Östra Stenby socken på nordvästra Vikbolandet i Norrköpings kommun. Kyrkan tillhör Västra Vikbolandets församling i Linköpings stift.

## Kyrkobyggnaden
Kyrkan är uppförd i sten och tegel och består av ett brett långhus med öst-västlig orientering. I öster finns ett tresidigt kor och i väster ett torn.  Korsarmar sträcker sig åt norr och söder. I norra korsarmen är sakristian inhyst. I tornets bottenvåning finns ingång och vapenhus.

## Byggnadshistoria
Kyrkan anses ursprungligen ha uppförts på 1100-talet. Den tidigaste stenkyrkan hade ett kort fyrkantigt långhus med ett smalare kor. En bit av den äldsta långhusmuren finns bevarad i det norra mittpartiet vid ingången till sakristian. Eventuellt kan det medeltida tornet ha byggts redan då. Tornet hade så kraftiga murar att trapporna rymdes i dessa. Dock saknades större öppningar i murarna så klockorna kan inte ha varit upphängda i tornet. Under senare delen av 1200-talet byggdes de båda korsarmarna, något som fanns i flera av stiftets större kyrkor, men som var ovanligt i de mindre kyrkorna. Den norra korsarmen är delvis ombyggd vid flera tillfällen men i stort bevarad, medan den södra korsarmen har ändrats och förlängts.
Under 1400-talet förlängdes kyrkan åt öster och breddades åt söder samtidigt som kyrkan valvslogs. Enligt en försvunnen inskrift skall det ha gjorts år 1441. Det innebar att kyrkan blev tvåskeppig med två kraftiga mittpelare för att bära upp valven. Valvet i norra korsarmen är dock det enda av de medeltida valven som är bevarat. Enligt en beskrivning från runt 1660 skall kyrkan ha varit invändigt bemålad. Det finns en akvarell utförd 1847 som visar två målade scener ur passionshistorien. Utifrån avbildningen kan målningarna ganska säkert dateras till mitten av 1400-talet, det vill säga samtida med valvslagningen.
Åren 1682-1684 byggdes kyrkan om av riksrådet och ägaren till Ållonö, friherren Gustaf Kurck. Det medeltida korpartiet revs och kyrkan förlängdes med ytterligare nio meter med ett tresidigt avslutat kor. Det tidigare mittpelarna togs bort och istället slogs nya valv över hela kyrkans bredd. Under koret byggde Kurck ett gravvalv åt sin släkt. 1751 revs den gamla tornhuven och en äldre klockstapel och ersattes av en ny spetsig tornspira där klockorna kunde hängdes upp. Spiran byggdes av Petter Frimodig, en byggmästare från Linköping som byggt ett antal liknande spiror i stiftet, och målades av Jöns Pilo som även var verksam som porträttmålare.
Vid ett besök av Nils Månsson Mandelgren 1846 konstaterade denne att kyrkan var i mycket dåligt skick. Detta ledde så småningom till att kyrkan åren 1858-1860 byggdes om efter ritningar av arkitekten Johan Fredrik Åbom. Åbom gjorde även noggranna uppmätningsritningar som gör att det går att veta hur kyrkan såg ut innan ombyggnaderna. Det medeltida tornet som var asymmetriskt placerat revs och ersattes av ett nytt torn i kyrkans mittaxel. Långhusets västligaste travé närmast tornet breddades så att långhuset fick en enhetlig bredd. Den gamla, troligen medeltida, sakristian som varit belägen öster om norra korsarmen revs. Den södra korsarmen förlängdes för att bli lika lång som den norra och kyrkan gavs en symmetrisk plan. Fönstren förstorades och kyrkan fick nya bänkar. En ny orgel byggdes på den nya läktaren och ett nytt altare färdigställdes 1865.
1912-1913 genomfördes en renovering av Fredrik Falkenberg. Åtgärderna berörde huvudsakligen interiören. Bänkinredningen byggdes om från slutna bänkkvarter till öppna bänkar. En del av de äldre föremål som hade förvarats i tornvinden placerades åter i kyrkorummet, exempelvis den äldre altartavlan. År 1939 stod Kurt von Schmalensee för nya invändiga renoveringar. Framförallt fick altarringen och korgolvet sin gråblå färg. Den södra korsarmen, som tidigare använts för bränsleförvaring gjordes om till gravkapell. Det kapellet gjordes i sin tur om 1987 till gudstjänstlokal att användas vintertid.

## Inventarier
- Dopfunten av mässing är tillverkad år 1700 av M Daniel Wulff i Norrköping.
- Predikstolen som är placerad på norra sidan är skänkt 1685 av riksrådet Gustaf Kurck. 1738 målades predikstolen av målargesällen Daniel Meijer. Ljudtak saknas.

Annat.
1850 skänkte kyrkan ett altartäcke från 1300-talet till Kungliga Vitterhets- Historie och Antikvitetsakademien för förvaring.

## Orgel
- 1695 köpte man en orgel med 8 stämmor från Stegeborgs slott. Den kostade 600 daler och är skänkt av general majoren Wachtmeister. Orgelverket sägs vara gammalt.[3]

| Manual        |
| Kvintadena 8' |
| Principal 4’  |
| Kvinta 3’     |
| Oktava 2’     |
| Mixtur II     |
| Krumhorn 4'   |

- 1860 bygger Sven Nordström, Flisby, en orgel med 14 stämmor.
- 1913 bygger Åkerman & Lund, Sundbyberg, en pneumatisk orgel. Orgeln har en svällare för hela orgeln.

| Manual I    | Manual II     | Pedal         | Koppel    |
| Borduna 16’ | Basetthorn 8’ | Subbas 16’    | I/P       |
| Princial 8’ | Rörflöjt 8’   | Violoncell 8’ | II/P      |
| Gedackt 8’  | Fugara 8’     |               | II/I      |
| Gamba 8’    | Flöjt 4’      |               | I 4'/I    |
| Oktava 4'   |               |               | II 16'/II |
| Trumpet 8’  |               |               |           |

## Runstenar
Inne i kyrkan, placerad till vänster om ingången till södra korsarmen, finns Ög 231.
På kyrkogården står sex runstenar: Ög 232, Ög 233, Ög 234, Ög 235, Ög 236, och Ög ATA580/75. De står uppställda längs den gång som leder från kyrkogårdens västra ingång fram till kyrkans ingång genom tornet, tre på vardera sida om gången.
Ög 231-236 påträffades ursprungligen i grunden till det gamla medeltida kyrktornet när det revs vid ombyggnaden av kyrkan 1858-60. Ög 231 kom sedan att förvaras på vinden, medan de övriga fem runstenarna murades in i den södra korsarmens väggar, med inskriptionerna synliga. När kyrkan återigen renoverades och byggdes om 1939 så togs runstenarna ut från murarna och placerades på kyrkogården. Ög ATA580/75 påträffades liggande i kyrkans yttermur i vinkeln mellan långhuset och södra korsarmen, och togs också fram 1939 och placerades på kyrkogården.